# Waifer
Waifer (także Waifre lub Gaifier) – książę Akwitanii między 744 a 767 r. Prawdopodobnie syn poprzedniego księcia Akwitanii Hunalda I.
Od początku rządów musiał uznawać zwierzchność króla Franków Pepina Krótkiego. W 760 r. podjął próbę buntu przeciwko Pepinowi, ale kiedy król wtargnął do Berry i Owernii Waifer złożył mu hołd i poprzysiągł wierność.
Ledwie jednak Pepin powrócił do swoich ziem Waifer zbuntował się ponownie. W 761 r. Pepin jeszcze raz ruszył na południe. Zdobył Clermont i zajął Owernię, w 762 r. Berry i Bourges. W tym samym czasie jednak zbuntował się książę bawarski Tassillo III i bunt ten zmusił Pepina do przerzucenia swych sił na bawarskie pogranicze. Do 766 r. utrzymał się w Akwitanii chwiejny pokój.
Waifer wciąż prowadził antykrólewską politykę, więc kiedy w 766 r. Pepin uporał się z Bawarami od razu ruszył na Akwitanię, wypierając Waifera aż za Garonnę. Sytuacja Waifera pogorszyła się jeszcze bardziej w 767 r., kiedy upadła Tuluza, stolica jego państwa. Waiferowi udało się uciec, ale jego dotychczasowi stronnicy, zmęczeni przegrywanymi wojnami, pojmali go i zabili, po czym zaprzysięgli wierność Pepinowi.
Żoną Waifera była Adela, córka Lupusa, księcia Gaskonii. Ich synem mógł być Hunald II, który po śmierci Waifera prowadził walkę przeciwko Frankom.